# 马丁·安德逊·尼克索
马丁·安德逊·尼克索（丹麥語：Martin Andersen Nexø，1869年6月26日—1954年6月1日）是丹麦无产阶级作家。被誉为“斯堪的纳维亚的高尔基”。

## 生平
1869年生于哥本哈根。父亲是石匠工人，有酗酒的恶习。他曾在哥本哈根上免费小学。1877年跟随家人移居博恩霍爾姆島的尼克索。12岁离开家人，四处流浪，做过牧童和农场雇工。在意大利成为一鞋匠的门徒。之后返回丹麦，在民众高等学校学习了2年后，开始在欧登塞教书。1898年开始发表作品。主要探讨社会议题。
20世纪初，他参加了社會民主主義运动，加入了丹麦共产党，在政治上拥护苏联（布尔什维克）。
1941年，在纳粹占领丹麦期间，尼克索被捕。获释后，他经由中立国瑞典前往苏联莫斯科。1945年战争结束后，开始在东德德累斯顿居住。1954年去世。

## 作品
1906-1910年创作的社会小说《征服者贝莱》给尼克索带来世界性的声誉。这是一部关于丹麦工人运动的著作。他真实地表现了下层人民的生活，暴露了压迫者和被压迫者之间不可调解的矛盾。主人公彼列陷入机会主义和改良主义者的泥沼，作者用他来和人民的力量对比，培养了广大群众为美好未来而斗争的意志。
1917-1921年创作的第二部小说《普通人狄蒂》分为“童年”，“小母亲狄蒂”，“沉沦”，“炼狱”和“到星星去”五卷，反映了对劳动人民的同情。1921年发表的短篇小说《没有座位的旅客》，将被压迫者的生活形象化地比作“没有座位的旅客”，反映了第一次世界大战和十月革命之后的历史变化。
20世纪30年代，尼克索的作品主要描写反帝国主义和反法西斯主义的斗争。著有文集《回忆录》，包括“孩子”、“在开朗的天空下”、“在外国人里”、“道路的终点”等短文集。
从1944年开始，尼克索开始创作《红莫尔顿》。其中第一部“谁的国家”在1945年出版。

## 纪念

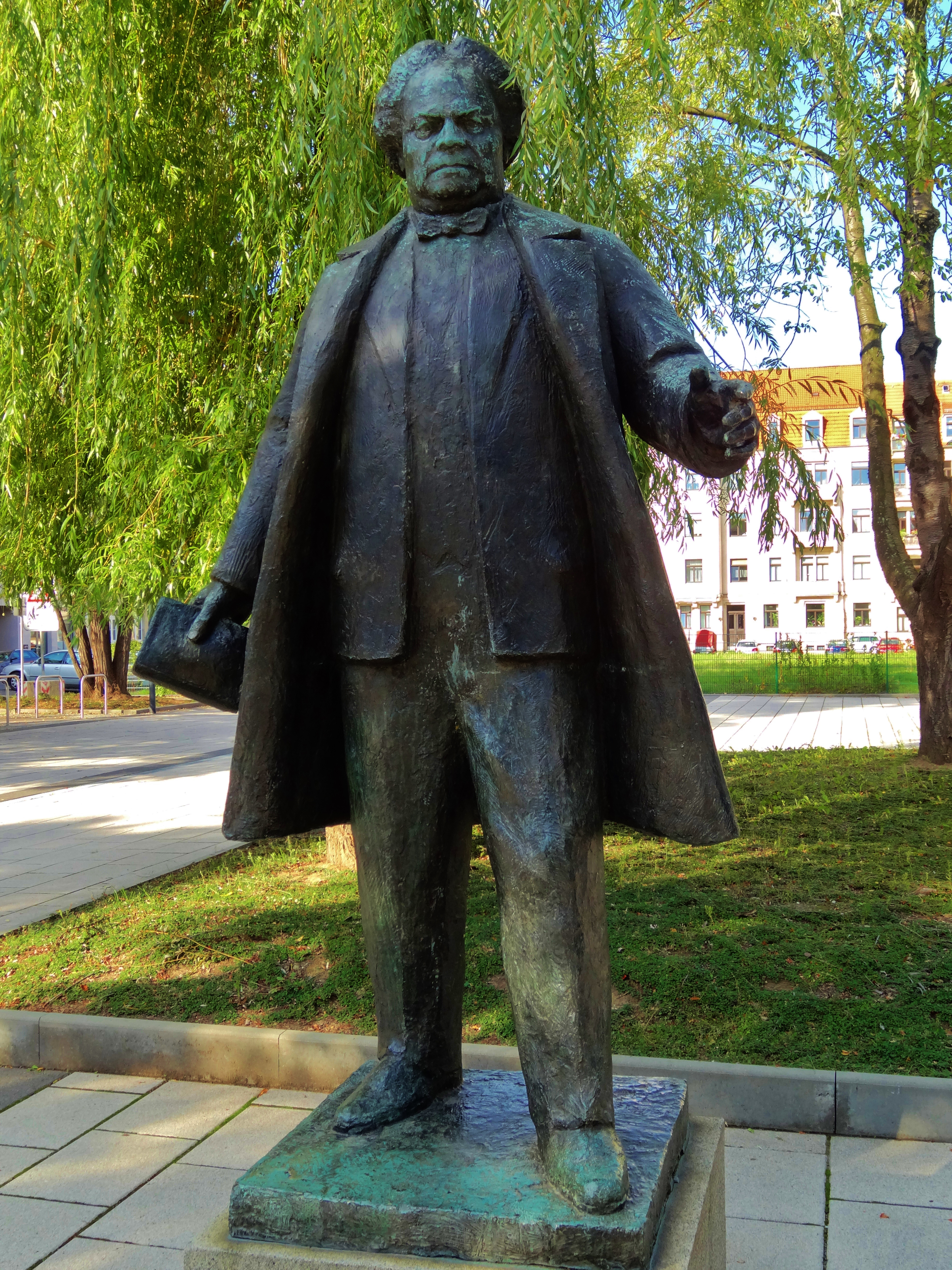
纪念

苏联天文学家尼古拉·切爾尼赫于1979年发现的小行星3535以《普通人狄蒂》中的主人公狄蒂命名。丹麦的尼克索建有纪念博物馆。